# Hotel Deutscher Kaiser (Nürnberg)

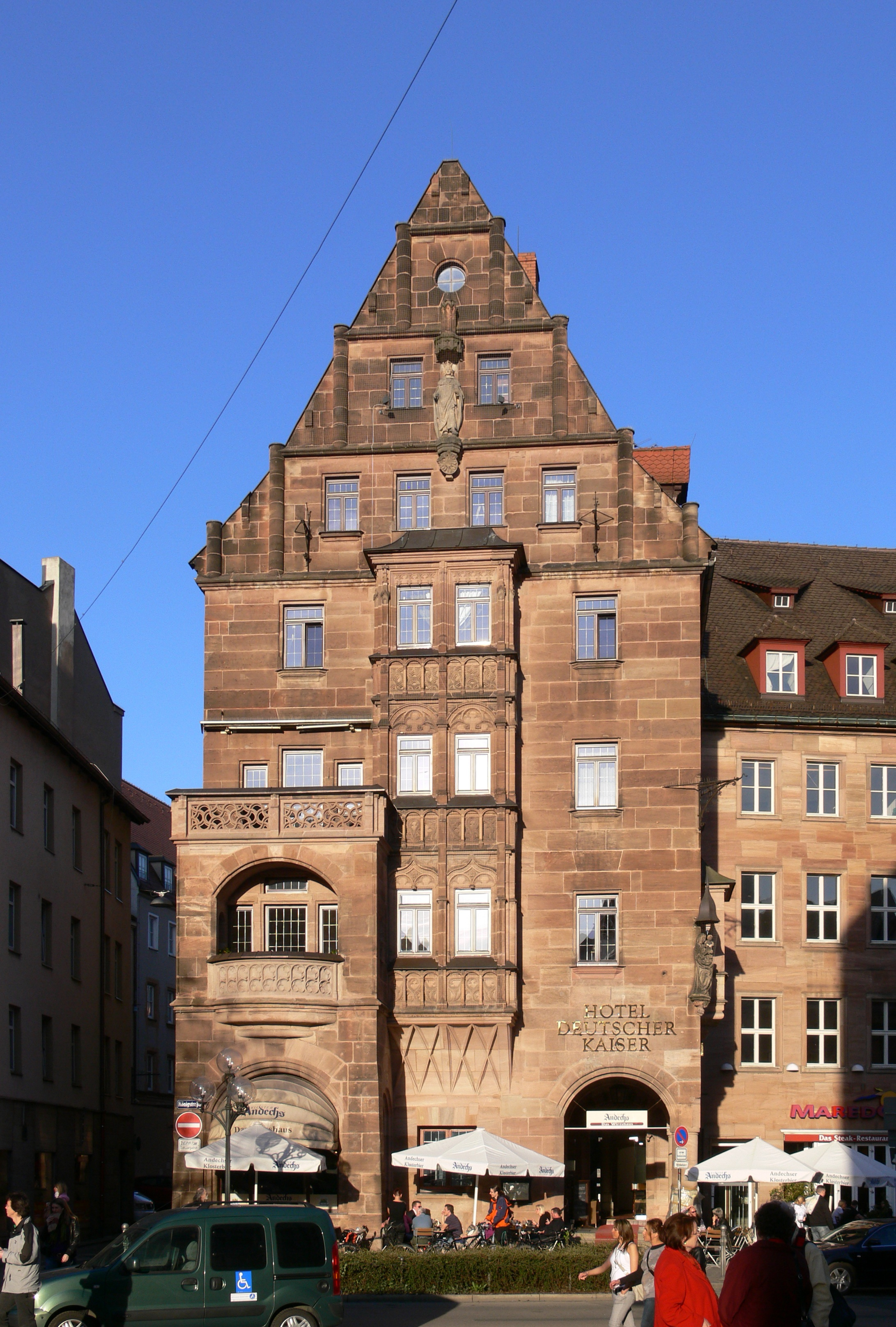
Nürnberg Königstraße Hotel Deutscher Kaiser

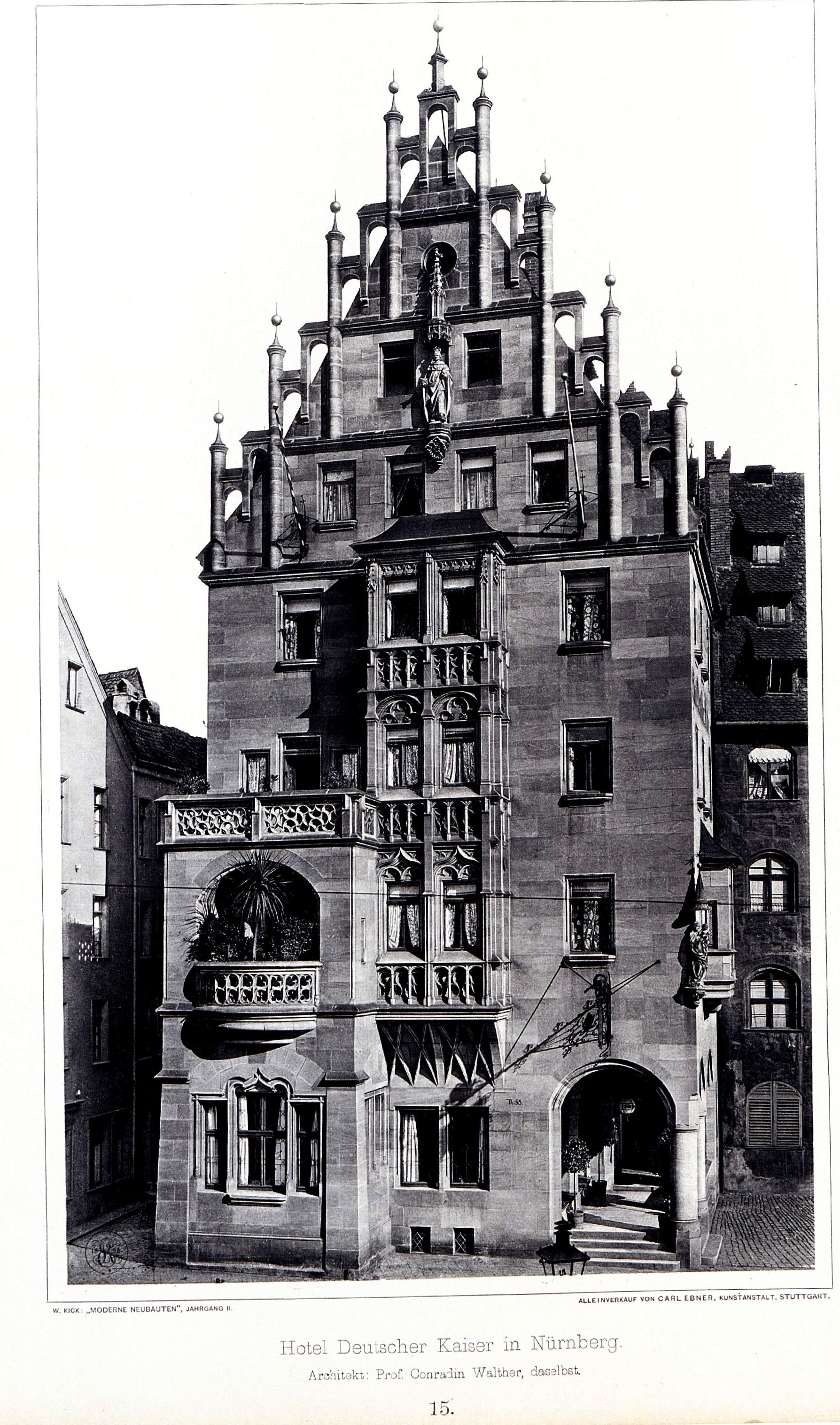
Originaler Eindruck des Hotels, 1898

Das Hotel Deutscher Kaiser in Nürnberg ist ein historisches Gebäude, das von 1888/1889 im historisierenden Nürnberger Stil erbaut wurde und bis heute ein Hotel beherbergt.
Es ist ein „stattliches Gebäude, das zu den künstlerisch wohlgelungensten Bauten des neueren Nürnberg gehört“. Es wurde nach Plänen des Architekten Konradin Walther, Professor an der königlichen Kunstgewerbeschule unter Mitwirkung von Peter Behrens im Nürnberger Stil erbaut. Die beiden Fassaden wurden in Nürnberger rotem Sandstein gestaltet. Der Architekt beschränkte sich bei seinen stilistischen Anleihen auf die Nürnberger Renaissance um 1600 als den Bau prägendes Merkmal. In der mittleren Zone des hohen Gibels befindet sich auf einer Konsole einen Madonnenfigur aus rotem Sandstein, die von einem Baldachin bekrönt wird. Sie wurde um 1490 von Adam Kraft gestaltet.
Im Erdgeschoss gab es eine öffentliche Gastwirtschaft für die Gäste des Hotels und für die Bürger der Stadt. Darüber befand sich ein Zwischengeschoss, Wohnung des Besitzers und ein Badezimmer für die Gäste des Hauses. Darüber befanden sich die 44 Hotelzimmer mit 66 Betten. Die Baukosten betrugen 190 000 Mark. Das Hotel und sein Gebäude sind bis heute in Familienbesitz. Anfang der 1990er Jahre wurde das Haus im Inneren renoviert, 2000/2001 auch die äußere Fassade, allerdings in vereinfachter Form im Vergleich zum Originalzustand. Heute verfügt das Hotel neben Zimmern und Suiten über Konferenzräume und ein Restaurant.